# Parachironomus frequens
Parachironomus frequens är en tvåvingeart som först beskrevs av Oskar Augustus Johannsen 1905.  Parachironomus frequens ingår i släktet Parachironomus och familjen fjädermyggor. Arten är reproducerande i Sverige. Inga underarter finns listade i Catalogue of Life.